# Casa Museo Mario Vargas Llosa
La Casa Museo Mario Vargas Llosa es una casa-museo ubicado en Arequipa dedicado al escritor Mario Vargas Llosa. El museo se encuentra en la Av. Parra 101, lugar donde nació.
La casa fue restaurada para convertirse en un museo. El 17 de diciembre de 2013 se inició la remodelación y el mejoramiento, allí se encontró tumbas preincas. Fue inaugurado el 14 de abril de 2014, contó con la participación de Vargas Llosa.
El museo está ambientado cronológicamente en su vida narrado a través de hologramas y películas 3D. Alberga también una colección de objetos personales.
Consta de 17 salas que narran desde el nacimiento del escritor hasta la obtención del premio Nobel. En los ambientes se detalla su paso por el Colegio Militar Leoncio Prado, la Universidad de San Marcos, su viaje a París y Londres, también narra su incursión en la escritura y la política, y sus obras literarias. Tiene capacidad para recibir solo 48 personas por día.